# یغنود
یغنود (به ارمنی: Եղեգնուտ) یک روستا در ارمنستان است که در استان آرماویر واقع شده‌است. در ۱۱ کیلومتری جنوب‌شرق آرماویر، مرکز استان آرماویر واقع شده‌است.

## خصوصیات
یغنود ۲٬۲۰۳ نفر جمعیت دارد و در ارتفاع ۸۴۵ متر بالاتر از سطح دریا قرار گرفته‌است.